# Université de Pretoria
L'université de Pretoria (en afrikaans : Universiteit van Pretoria) est une des plus importantes universités d'Afrique du Sud, située dans la province du Gauteng. Elle accueille environ 38 500 étudiants. Université exclusivement de langue afrikaans de 1932 à 1994, elle s'est ouverte dès 1982 aux autres communautés sud-africaines, devenant d'abord officiellement bilingue anglais/afrikaans (1994) puis exclusivement de langue anglaise en 2019.

## Historique
Historiquement, l'université de Pretoria était affiliée au Transvaal University College (TUC).
Le TUC était une institution de langue afrikaans depuis sa création en 1908. C'est en 1930 que l'université de Pretoria devient une institution distincte du TUC, d'abord bilingue anglais / afrikaans avant très rapidement devenir l'une des principales universités de langue afrikaans du pays.

## Localisation
Le campus principal de l'université est situé à l'est de la ville de Pretoria, près des Union Buildings. Il comprend 60 bâtiments répartis sur 24 hectares.
Deux autres campus sont situés hors de Pretoria à Witbank (Mpumalanga) depuis 1988 et Hammanskraal (municipalité de Tshwane) depuis 1993.
Un troisième campus, celui de Mamelodi, relève depuis janvier 2004 de l'université de Pretoria.

## Profil des étudiants
En 2001, 69 % des étudiants de l'université de Pretoria sont blancs mais le pourcentage d'Africains (31 %) croît d'année en année alors que seulement 54 % des étudiants préfèrent suivre un enseignement en afrikaans contre 46 % en anglais.
L'université de Pretoria est composé de 30 000 étudiants résidents (53 % de sexe féminin) sur le campus mais 29 000 autres étudiants (95 % de noirs) suivent des cours d'enseignements par correspondance.
L'université de Pretoria est la plus grande université de langue afrikaans du pays mais également la plus grande université en langue anglaise. Plus de mille étudiants étrangers (600 d'Afrique), représentant 60 pays, résident sur le campus.

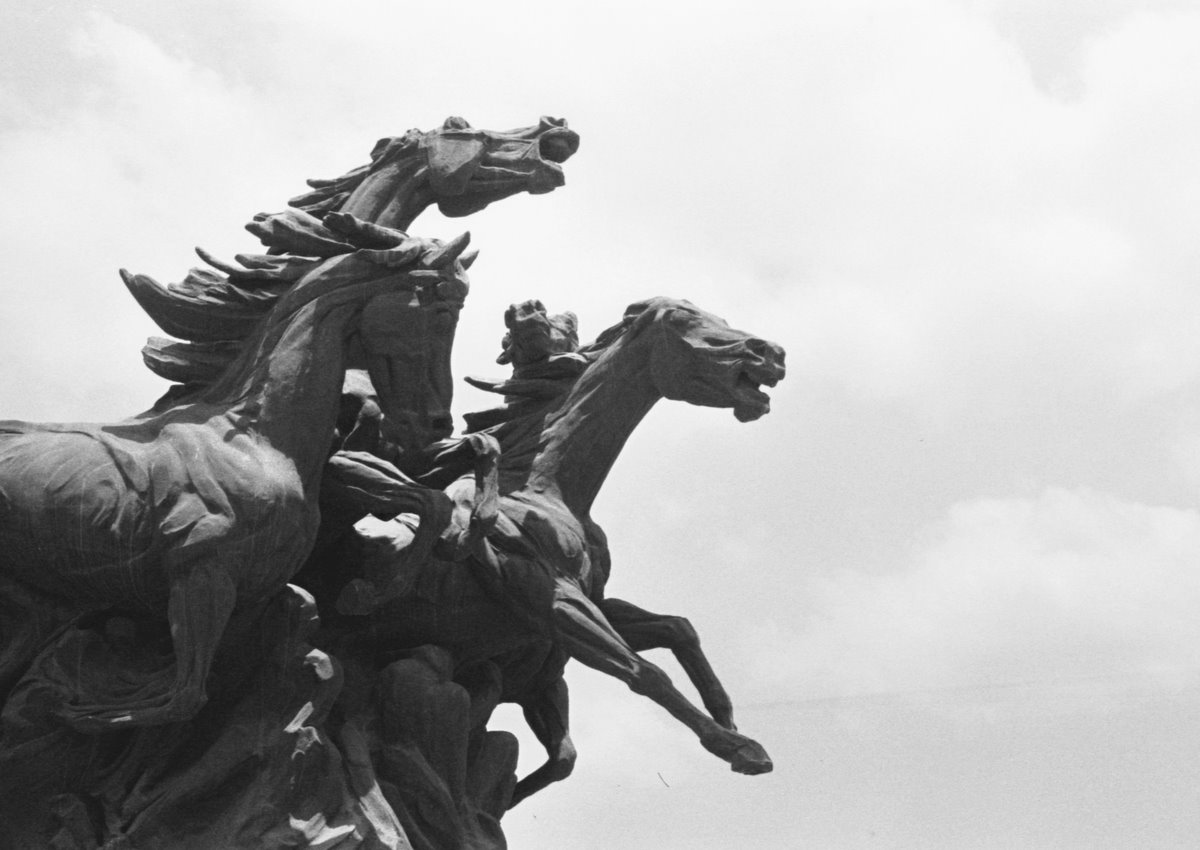
Le monument équestre de Danie de Jager, autrefois située sur Strijdom Square à Pretoria, a été transféré en 2008 sur le campus de l'université, devant le centre sportif LC de Villiers.

Lors des élections universitaires de 2005 (élection du Conseil représentatif des étudiants), le Front de la liberté (Freedom Front Plus - FF+) a emporté la majorité des suffrages. Il s'agit de sa neuvième victoire consécutive.
Avec 5000 voix obtenus (sur 9300 exprimés) représentant 55 % des suffrages, le Front de la liberté  a gagné plus de 2000 voix en un an et a bénéficié du contexte municipal, lié à la volonté de la mairie de faire disparaître le nom de Pretoria pour le remplacer par celui de Tshwane, et du contexte national concernant la politique d'anglicisation des anciennes universités de langue afrikaans.
Le Conseil représentatif de 17 membres est composé pour l'année 2005-2006 de six étudiants noirs pour 11 étudiants blancs et deux noirs (sur cinq) siègent à la présidence du conseil.
Mais la direction de l'université refusa  de reconnaître le nouveau secrétariat général (organe exécutif) du conseil représentatif des étudiants, prétextant qu'elle était raciste voire sexiste. En effet, du fait de la victoire du FF+, le secrétariat général à direction tricéphale était composé uniquement de trois étudiants blancs (deux garçons et une femme, membres du FF+).
Le conseil représentatif fut finalement réorganisé et un étudiant noir remplaça un étudiant blanc du FF+, faisant perdre à ce dernier sa majorité absolue en siège.

## Personnalités liées à l'universités

### Étudiants
L'université, en plus d'un siècle de service académique, a formé plus de 250 000 anciens élèves.
Parmi les anciens étudiants en commerce, on compte plusieurs PDG. Par exemple, Anton Rupert était un entrepreneur, homme d'affaires et défenseur de l'environnement sud-africain, fondateur du groupe Rembrandt, qui s'est finalement scindé en Remgro, Richemont, la deuxième plus grande entreprise de produits de luxe au monde par son chiffre d'affaires, et de Reinet Investments, depuis janvier 2008. Meyer Kahn est le président de SABMiller, le deuxième plus grand brasseur au monde.
Parmi les anciens élèves en droit, on compte plusieurs juges de la Haute Cour, de la Cour suprême d'appel et de la Cour constitutionnelle, ainsi que des rapporteurs spéciaux des Nations unies et de la Commission du droit international des Nations unies. Par exemple, Leonora van den Heever, une juge de la Haute Cour d'Afrique du Sud, première femme juge d'Afrique du Sud et première femme à être nommée juge de la Cour suprême d'appel d'Afrique du Sud..
Parmi les anciens élèves figurent plusieurs personnalités sportives. Les membres de l'équipe nationale sud-africaine de rugby union (Springboks) associés à l'université comprennent l'entraîneur Heyneke Meyer et les anciens capitaines Springboks Victor Matfield, Wynand Claassen, Naas Botha et Joost van der Westhuizen. Parmi les autres personnalités sportives notables, citons Caster Semenya, Tatjana Schoenmaker et Oscar Pistorius.
Dans le monde du cinéma, Marang Molosiwa, actrice botswanaise, est une ancienne élève de l'université.